# Cornus disciflora
Cornus disciflora är en kornellväxtart som beskrevs av José Mariano Mociño, Amp; Sesse och Dc.. Cornus disciflora ingår i släktet korneller, och familjen kornellväxter. Inga underarter finns listade i Catalogue of Life.